# Ivo Ištuk
Ivo Ištuk (Livno, 18 novembre 1953) è un allenatore di calcio e dirigente sportivo bosniaco.

## Palmarès

### Competizioni nazionali
- Campionato bosniaco di calcio: 2

Brotnjo: 1999-2000
Široki Brijeg: 2003-2004
- Coppa di Bosnia ed Erzegovina: 1

Bosna Visoko: 1998-1999
- Supercoppa della Bosnia ed Erzegovina: 1

Bosna Visoko: 1999